# Larissa Popova
Larisa Aleksandrova-Popova (Tiraspol, 9 april 1957) is een Sovjet-Moldavisch roeister.
Popova won tijden de Olympische Zomerspelen 1976 de zilveren medaille in de dubbel-vier-met-stuurvrouw. Dit waren de eerste spelen waar roeien voor vrouwen op het programma stond. Popova behaalde haar grootste succes tijdens de spelen van 1980 in eigen land met de titel in de dubbel-twee. Popova won in de periode van 1981 tot en met 1983 drie wereldtitels op rij in de dubbel-vier-met-stuurvrouw. Aan de spelen van 1984 kon Popova vanwege de boycot van haar vaderland niet deelnemen.

## Resultaten

### Olympische Zomerspelen
| Jaar | Plaats   | Resultaten                       |
| ---- | -------- | -------------------------------- |
| 1976 | Montreal | in de dubbel-vier-met-stuurvrouw |
| 1980 | Moskou   | in de dubbel-twee                |

### Wereldkampioenschappen roeien
| Jaar | Plaats   | Resultaten                       |
| ---- | -------- | -------------------------------- |
| 1981 | München  | in de dubbel-vier-met-stuurvrouw |
| 1982 | Luzern   | in de dubbel-vier-met-stuurvrouw |
| 1983 | Duisburg | in de dubbel-vier-met-stuurvrouw |

1976: Svetla Otsetova & Zdravka Jordanova ·
1980: Jelena Chloptseva & Larissa Popova ·
1984: Marioara Popescu & Elisabeta Oleniuc ·
1988: Birgit Peter & Martina Schröter ·
1992: Kerstin Köppen & Kathrin Boron ·
1996: Marnie McBean & Kathleen Heddle ·
2000: Jana Thieme & Kathrin Boron ·
2004: Georgina Evers-Swindell & Caroline Evers-Swindell ·
2008: Georgina Evers-Swindell & Caroline Evers-Swindell ·
2012: Katherine Grainger & Anna Watkins   ·
2016: Magdalena Fularczyk-Kozłowska & Natalia Madaj ·
2020: Nicoleta-Ancuța Bodnar & Simona Radiș ·
2024: Brooke Francis & Lucy Spoors